# فيكتور ليند
فيكتور ليند (بالنرويجية البوكمول: Victor Lind)‏ هو رسام نرويجي، ولد في 15 ديسمبر 1940.